# Cecropia garciae
Cecropia garciae är en nässelväxtart som beskrevs av Paul Carpenter Standley. Cecropia garciae ingår i släktet Cecropia och familjen nässelväxter. Inga underarter finns listade i Catalogue of Life.